# リシ・カプール
リシ・カプール（Rishi Kapoor、1952年9月4日 - 2020年4月30日）は、インドのヒンディー語映画で活動した俳優、映画監督、映画プロデューサー。50年間のキャリアを通して国家映画賞、フィルムフェア賞など多くの映画賞を受賞している。
ヒンディー語映画界の名門カプール家の出身で、父ラージ・カプールの監督作『私はピエロ』で国家映画賞 子役賞を受賞し、成人後は恋愛映画を中心に活動した。1970年代から1990年代にかけて多くのヒット作で主演を務め  、2000年代以降は性格俳優に転身して助演俳優として活動し、フィルムフェア賞 審査員選出男優賞やフィルムフェア賞 助演男優賞を受賞している。2008年には長年の映画界への貢献を認められフィルムフェア賞 生涯功労賞を受賞し、2020年に白血病で死去した。

## 生涯

### 生い立ち
1952年9月4日、南ボンベイ・マトゥンガにある邸宅（ラージ・カプール・バンガロー）に暮らすラージ・カプールとクリシュナ・ラージ・カプール（旧姓：マルホートラ）の次男として生まれる。生家のカプール家はペシャーワルとサマンドリに出自を持つパンジャーブ系ヒンドゥー教徒のカトリである。リシ・カプールはデヘラードゥーンのカーネル・ブラウン・ケンブリッジ・スクール、ボンベイのカンピオン・スクール、アジュメールのメイヨー・カレッジで教育を受けている。
父ラージ・カプールはヒンディー語映画の俳優・監督として活躍し、一族のランディール・カプール（兄）、ラジーヴ・カプール（弟）、プリトヴィラージ・カプール（父方の祖父）、ティローク・カプール（父方の大叔父）、プレーム・ナート（母方の叔父）、ラージェーンドラ・ナート（母方の叔父）、ナレンドラ・ナート（母方の叔父）、プレーム・チョープラー（母方の叔父）、シャシ・カプール（父方の叔父）、シャンミー・カプール（父方の叔父）も俳優として知られている。また、リシ・カプールの妹リトゥ・ナンダとリーマー・ジャインは保険仲立人として働いており、女優のカリシュマ・カプールとカリーナ・カプールは姪、実業家のニキル・ナンダは甥にあたる。

### キャリア
1955年に父ラージ・カプールの監督作『詐欺師』の挿入曲「Pyaar Hua, Iqraar Hua Hai」の歌曲シーンにカメオ出演し、1970年には『私はピエロ』で父が演じる主人公の青年時代を演じている。同作の演技を評価され、リシ・カプールは国家映画賞 子役賞を受賞している。1973年に『ボビー』で主演デビューし、ディンパル・カパーディヤーと共演した。同作は年間興行成績第1位にランクインし、リシ・カプールはフィルムフェア賞 主演男優賞を受賞している。彼は後年『ボビー』について「この映画は、私を売り出すために作られたものと思われていますが、それは誤解です。実際は『私はピエロ』で抱え込んだ借金を返済するために作られたのです。父はティーンエイジャーのラブストーリーを作りたかったのですが、ラージェーシュ・カンナーを起用するための予算がなかったのです」と振り返っている。『ボビー』以降は『Khel Khel Mein』『Rafoo Chakkar』『Amar Akbar Anthony』『Hum Kisise Kum Naheen』などのコメディ映画に出演した。
1974年に『Zehreela Insaan』でニートゥー・シンと共演し、これ以降『Kabhi Kabhie』『Doosra Aadmi』など複数の映画で共演するようになり、1980年に2人は結婚している。1980年はスバーシュ・ガイの『Karz』に出演し、映画はカルト的な人気を集め、サウンドトラックも高い評価を得ている。1982年には未亡人の再婚を題材にした『Prem Rog』でパドミニ・コーラプレと共演し、同作はリシ・カプールのキャリアの中で最高傑作と評される作品となり、フィルムフェア賞主演男優賞にノミネートされた。1985年には彼のキャリアでもう一つの傑作と評されるラメーシュ・シッピーの『Saagar (film)』に出演し、『ボビー』から12年振りにディンパル・カパーディヤーと共演した。このほか、1980年代は『Naseeb (1981 film)』『Katilon Ke Kaatil』『Coolie』『Dosti Dushmani』『Ghar Ghar Ki Kahani』『Gharana』などに出演し、1986年にはラージェーンドラ・シン・ベーディーの小説を映画化した『Ek Chadar Maili Si』でヘマ・マリニと共演し、彼女が演じる未亡人との結婚を強要される義弟を演じている。1989年はヤシュ・チョープラーの『Chandni』でシュリデヴィと共演し、フィルムフェア賞主演男優賞にノミネートされた。
1991年は父ラージ・カプールが企画し、兄ランディール・カプールが監督を務めた『愛しのヘナ』で主演を務め、パキスタン人女優のゼバ・バフティヤルと共演した。同作は国家間の対立によって引き裂かれるインド人とパキスタン人の男女を描き、アカデミー国際長編映画賞インド代表作品に選出された。1993年には社会派映画の古典として知られる『Damini』でミーナクシ・セシャドリ、サニー・デーオールと共演した。1970年代から2000年代にかけて出演した恋愛映画には『Raaja』『Laila Majnu』『Sargam』『Bade Dil Wala』『Tawaif』『Bol Radha Bol』『Deewana』『Karobaar』などがあり、『Sargam』『Tawaif』ではフィルムフェア賞主演男優賞にノミネートされた。1999年にはラージェーシュ・カンナー、アクシャイ・カンナー、アイシュワリヤー・ラーイが出演する『Aa Ab Laut Chalen』で監督を務めた。リシ・カプールがキャリアの中で監督を務めたのは、『Aa Ab Laut Chalen』のみである。
2000年代後半からは性格俳優に転身し、『Hum Tum』『Fanaa』『Namastey London』『Love Aaj Kal』に助演俳優として出演した。2007年にはイギリス映画『Don't Stop Dreaming』『Sambar Salsa』に出演している。2010年代に入ると悪役（『火の道』『Aurangzeb』『Kaanchi』）、同性愛者（『スチューデント・オブ・ザ・イヤー 狙え!No.1!!』）、マフィア（『D-Day』）など様々な役柄を演じるようになった。2012年には『ハウスフル2』で兄ランディール・カプールと共演し、妻ニートゥー・シンと共演した『Do Dooni Chaar』ではフィルムフェア賞 審査員選出男優賞を受賞した。また、2016年には『カプール家の家族写真』でフィルムフェア賞 助演男優賞を受賞し、『Besharam』では妻ニートゥー・シンと息子ランビール・カプールと共演している。2018年は『102 Not Out』でアミターブ・バッチャンと年老いた親子役で共演した。同年にはNetflix配信の『ラジマライス 父の秘密作戦』に出演し、ムスリム役を演じた『Mulk』では批評家から演技を絶賛された。2019年には『Jhootha Kahin Ka』『The Body』に出演し、『The Body』はリシ・カプールにとって生前最後の劇場公開作品となった。
2020年4月30日にリシ・カプールが死去した時、ジューヒー・チャーウラーと共演する予定だった『Sharmaji Namkeen』が製作中であり、5月8日には同作が劇場公開されることが発表された。2021年1月にはパレーシュ・ラーワルがリシ・カプールの代役を務めることが発表され、2022年3月31日にAmazon Prime Videoで配信された。

### 死去
2018年に白血病であることが発覚し、治療のためニューヨークに向かった。2019年9月26日に治療を終えて帰国したが、2020年4月29日に呼吸困難のためサー・H・N・リライアンス財団病院に搬送され、翌30日午前8時45分に白血病の再発により死去した。遺体はチャンダンワディーで火葬された後、遺灰はバンガンガ池に撒かれた。

## 私生活

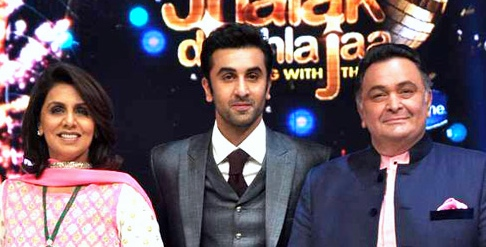
『Besharam』プロモーション中のカプール親子（2013年）

1980年にニューデリー出身のパンジャーブ人カトリであるニートゥー・シンと結婚し、1男1女（ランビール・カプール、リディマー・カプール）をもうけた。2017年1月15日にミーナ・アイヤルと共同執筆した自伝『Khullam Khulla: Rishi Kapoor Uncensored』がハーパーコリンズから出版された。
リシ・カプールは社会的に話題を呼ぶ政治発言を何度もしており、2016年3月には「ガンジー」や「ネルー」の名前を冠した道路・建造物の命名を巡りネルー＝ガンディー家を批判し、2017年9月にもネルー＝ガンディー家による長年の政治支配を巡りラーフル・ガンディーを批判している。また、2020年3月にニルバヤ事件の犯人4名の死刑が執行された際には、執行を先延ばしにしていたインドの司法制度の欠陥について主演作『Damini』の台詞「Tareekh Pe Tareekh」を引用して不満の意思を表明している。

## 受賞歴
| 年                               | 部門               | 作品                                             | 結果       | 出典          |
| 栄誉賞                           | 栄誉賞             | 栄誉賞                                           | 栄誉賞     | 栄誉賞        |
| -------------------------------- | ------------------ | ------------------------------------------------ | ---------- | ------------- |
| 2009年                           | ロシア連邦政府表彰 | N/A                                              | 受賞       | [ 57 ]        |
| 国家映画賞                       |                    |                                                  |            |               |
| 1971年                           | 子役賞             | 『私はピエロ』                                   | 受賞       | [ 58 ]        |
| フィルムフェア賞                 |                    |                                                  |            |               |
| 1974年                           | 主演男優賞         | 『ボビー』                                       | 受賞       | [ 59 ] [ 60 ] |
| 1980年                           | 主演男優賞         | 『Sargam』                                       | ノミネート | [ 59 ] [ 60 ] |
| 1983年                           | 主演男優賞         | 『Prem Rog』                                     | ノミネート | [ 59 ] [ 60 ] |
| 1987年                           | 主演男優賞         | 『Tawaif』                                       | ノミネート | [ 59 ] [ 60 ] |
| 1990年                           | 主演男優賞         | 『Chandni』                                      | ノミネート | [ 59 ] [ 60 ] |
| 2008年                           | 生涯功労賞         | N/A                                              | 受賞       | [ 59 ]        |
| 2011年                           | 審査員選出男優賞   | 『Do Dooni Chaar』                               | 受賞       | [ 59 ]        |
| 2013年                           | 助演男優賞         | 『火の道』                                       | ノミネート |               |
| 2017年                           | 助演男優賞         | 『カプール家の家族写真』                         | 受賞       | [ 59 ]        |
| 国際インド映画アカデミー賞       |                    |                                                  |            |               |
| 2010年                           | 助演男優賞         | 『Love Aaj Kal』                                 | ノミネート | [ 61 ]        |
| 2013年                           | 悪役賞             | 『火の道』                                       | 受賞       | [ 62 ]        |
| 2014年                           | 悪役賞             | 『Aurangzeb』                                    | 受賞       | [ 63 ] [ 64 ] |
| 2014年                           | 悪役賞             | 『D-Day』                                        | ノミネート | [ 63 ] [ 64 ] |
| 2017年                           | 助演男優賞         | 『カプール家の家族写真』                         | ノミネート | [ 65 ]        |
| 2017年                           | コメディアン賞     | 『カプール家の家族写真』                         | ノミネート | [ 65 ]        |
| ジー・シネ・アワード             |                    |                                                  |            |               |
| 2005年                           | 助演男優賞         | 『Hum Tum』                                      | ノミネート | [ 66 ]        |
| 2006年                           | 生涯功労賞         | N/A                                              | 受賞       | [ 67 ]        |
| 2011年                           | ベストカップル賞   | リシ・カプール & ニートゥー・シン                | 受賞       | [ 68 ]        |
| 2012年                           | 助演男優賞         | 『Patiala House』                                | ノミネート | [ 69 ]        |
| 2013年                           | 助演男優賞         | 『スチューデント・オブ・ザ・イヤー 狙え!No.1!!』 | ノミネート | [ 70 ]        |
| 2013年                           | 悪役賞             | 『火の道』                                       | 受賞       | [ 70 ]        |
| 2017年                           | 助演男優賞         | 『カプール家の家族写真』                         | 受賞       | [ 71 ]        |
| 2017年                           | コメディアン賞     | 『カプール家の家族写真』                         | 受賞       | [ 71 ]        |
| スター・スクリーン・アワード     |                    |                                                  |            |               |
| 2010年                           | 助演男優賞         | 『チャンスをつかめ!』                            | 受賞       | [ 72 ]        |
| 2013年                           | 悪役賞             | 『火の道』                                       | ノミネート | [ 73 ]        |
| 2014年                           | 悪役賞             | 『D-Day』                                        | 受賞       | [ 74 ]        |
| 2016年                           | 生涯功労賞         | N/A                                              | 受賞       | [ 75 ]        |
| 2017年                           | 助演男優賞         | 『カプール家の家族写真』                         | 受賞       | [ 76 ]        |
| スターダスト・アワード           |                    |                                                  |            |               |
| 2011年                           | 主演男優賞         | 『Do Dooni Chaar』                               | 受賞       |               |
| 2016年                           | 助演男優賞         | 『カプール家の家族写真』                         | 受賞       | [ 77 ]        |
| ベンガル映画ジャーナリスト協会賞 |                    |                                                  |            |               |
| 1970年                           | 特別賞             | 『私はピエロ』                                   | 受賞       | [ 28 ]        |
| 製作者組合映画賞                 |                    |                                                  |            |               |
| 2010年                           | 助演男優賞         | 『Love Aaj Kal』                                 | 受賞       | [ 78 ]        |
| 2010年                           | 助演男優賞         | 『チャンスをつかめ!』                            | ノミネート |               |
| 2013年                           | コメディアン賞     | 『スチューデント・オブ・ザ・イヤー 狙え!No.1!!』 | ノミネート | [ 79 ]        |
| タイムズ・オブ・インディア映画賞 |                    |                                                  |            |               |
| 2013年                           | 悪役賞             | 『火の道』                                       | 受賞       | [ 80 ] [ 81 ] |